# 善化戲院

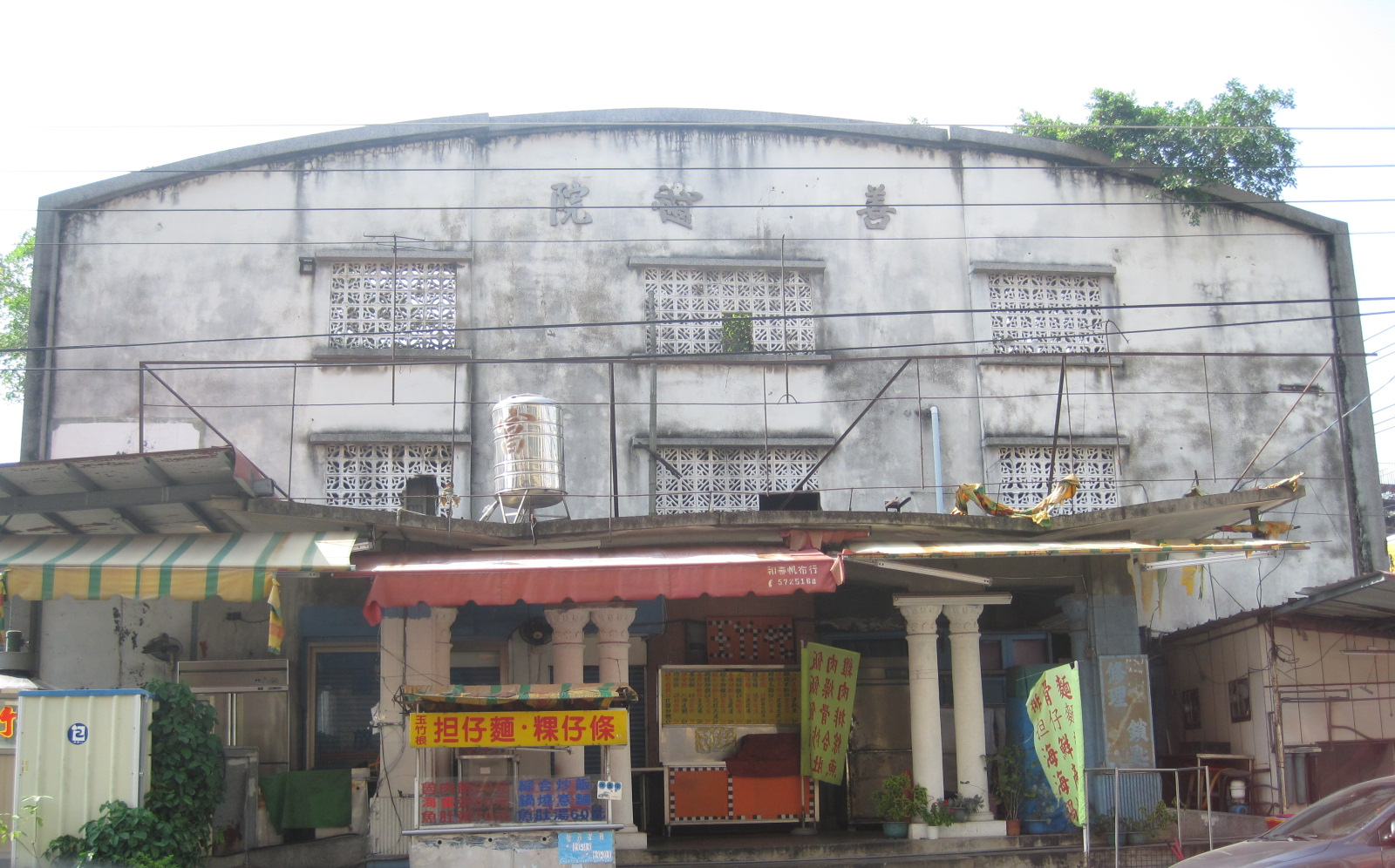
善化戲院（2012年）。

善化戲院位於臺灣臺南市善化區的中正路、中山路交會處，是在1932年成立的戲院，已在2015年拆除。當時成立時除了放映電影外，也會配合「公會堂」等組織放映政府建設的宣傳片。二次大戰後戲院仍繼續經營，直到1981年才因環境變化戲院沒落而歇業，周邊出租給小吃業者。
2015年因為戲院建物年久失修，又因有複雜的產權糾紛難以修建，最後決定拆除。而在消息傳出後臺南藝術大學「創藝營造公社」發起了「再見善化戲院藝術行動」，於該年11月14日於善化戲院放映了該戲院最後一場電影。

## 沿革
善化戲院舊稱「新舞臺」，是當地名人王鵠珠所創建。昭和七年（1932年）成立後，喜飲了許多觀眾，當時的節目主要是先上映日本默劇、武士劇，接著再上映《火燒紅蓮寺》等中國電影。除此之外也會配合官方，放映一些政府建設的宣傳片。
二次大戰後，戲院經營由胡麒麟、王鼎勳接手，但因為欠缺電影片源，所以改演歌仔戲。新劇興起後，也於戲院上演，吸引了相當的觀眾。1960年代電影再次流行，有所謂的巡業團會到戲院來放電影。而由於大部分的觀眾對於臺語片以外的電影會聽不懂，所以會有辯士來解說劇情。1970年代歌舞團興起後，有純藝術表演性質的「藝霞歌舞團」到善化表演，受到觀眾歡迎。
到了1980年代，因為電視與錄影帶逐漸成為民眾的主要娛樂，善化戲院逐漸流失客源，最後在1981年歇業。